# Фридрих Вилхелм Мурнау
Фридрих Вилхелм Мурнау (право име Фридрих Вилхелм Плумпе; Билефелд, 28. децембар 1888 — Санта Барбара, 11. март 1931) био је немачки филмски режисер, продуцент и сценариста. Сматра се једним од најутицајнијих филмских редитеља због својих остварења у ери немог филма.
Мурнау је студирао филологију и уметност пре него што га је редитељ Макс Рајнхарт ангажовао у својој глумачкој школи. Током Првог светског рата, служио је у Немачкој царској војсци, првобитно као командир пешадијске чете и официр за комуникацију, а касније у Ваздушном корпусу немачке војске као посматрач/митраљезац. Преживео је неколико падова без озбиљнијих повреда.
Мурнауова прва редитељска остварења премијерно су приказана 1919. године, али није достигао међународно признање све до филма Носферату – Симфонија ужаса 1922. године, адаптације романа Дракула Брема Стокера. Иако није био комерцијално успешан због проблема са ауторским правима на Стокерово дело, филм се сматра ремек-делом немачке експресионистичке кинематографије и раним култним филмом. Мурнау је касније режирао филм Последњи човек (1924), као и филмску адаптацију Гетеовог Фауста 1926. године. Емигрирао је у Холивуд 1926. године, где се придружио студију Fox и снимио три филма: Излазак сунца (1927), Четири ђавола (1928) и Градска девојка (1930). Излазак сунца се сматра једним од најбољих филмова икада снимљених.
Мурнау је отпутовао на Бора Бору да сними филм Табу (1931) са пиониром документарног филма Робертом Џ. Флаертијем, али су спорови са њим натерали Мурнауа да заврши филм самостално. Недељу дана пре премијере Табуа, Мурнау је преминуо у болници у Калифорнији од повреда задобијених у саобраћајној несрећи. Од 21 филма које је Мурнау режирао, осам се данас сматра потпуно изгубљеним.

## Детињство и младост
Фридрих Вилхелм Плумпе је рођен у Билефелду. Са седам година живео је у Каселу. Имао је два брата, Бернхарда и Роберта, и две полусестре, Иду и Ану. Његова мајка, Отили Фолбрахт, била је друга жена његовог оца, Хајнриха Плумпеа, власника фабрике тканина у северозападном делу Немачке. Њихова вила је често претварана у позорницу за мале представе које је режирао млади Фридрих, који је већ са дванаест година читао књиге Шопенхауера, Ничеа, Шекспира и Ибсенове драме. Плумпе је касније узео псеудоним „Мурнау” по истоименом граду близу језера Штафелзе, јужно од Минхена, где је неко време живео. За младог Мурнауа говорило се да има ледену и заповедничку природу и опсесију филмом. Неки извори наводе да је био висок скоро 210 cm, док други наводе скромнијих 193 cm.
Мурнау је студирао филологију на универзитету у Берлину, а касније историју уметности и књижевност у Хајделбергу, где га је редитељ Макс Рајнхарт приметио на студентској представи и позвао у своју глумачку школу. Убрзо је постао пријатељ са Францом Марком, Елзе Ласкер-Шилер и Хансом Еренбаум-Дегелеом. Током Првог светског рата, Мурнау је служио као командант чете на Источном фронту, а потом се придружио Немачком царском ратном ваздухопловству и две године летео на борбеним мисијама у северној Француској; преживео је осам падова без тежих повреда. Након једног слетања у Швајцарску, ухапшен је и интерниран до краја рата. У логору за ратне заробљенике учествовао је у позоришним групама и написао сценарио за филм.

## Каријера
После завршетка Првог светског рата, Мурнау се вратио у Немачку, где је убрзо основао сопствени филмски студио са глумцем Конрадом Фајтом. Његов први дугометражни филм, Дечак у плавом (1919), био је драма инспирисана истоименом сликом Томаса Гејнсбороа. Истраживао је тему подвојене личности, слично као дело Чудни случај доктора Џекила и господина Хајда Роберта Луиса Стивенсона, у филму Јанусова глава (1920), у коме је главну улогу имао Фајт, док се у споредној улози појавио и Бела Лугоси.
Мурнауов најпознатији филм је Носферату – Симфонија ужаса (1922), адаптација романа Дракула Брема Стокера, у којем је немачки позоришни глумац Макс Шрек играо вампира, грофа Орлока. То је био једини филм студија Prana Film, пошто је ова компанија прогласила банкрот како би избегла плаћање одштете Стокеровој породици (коју је заступала Стокерова удовица, Флоренс Стокер), након што је породица добила тужбу за кршење ауторских права. Поред одштете, суд је наредио и да се све постојеће копије филма униште. Међутим, једна копија је већ била дистрибуирана широм света. Ова копија, која је више пута умножавана од стране обожавалаца током година, учинила је Носфератуа раним примером култног филма.
Мурнау је такође режирао филм Последњи човек (1924), који је написао Карл Мајер и у коме је главну улогу играо Емил Јанингс. Овај филм је увео субјективну тачку гледишта камере, где камера „види” из угла лика и користи визуелни стил да пренесе психолошко стање лика. Такође је наговестио покрет cinéma vérité кроз своју тематику. Филм је користио и „технику неукроћене камере”, мешавину пратећих снимака, панова, нагиба и покрета колицима. За разлику од већине других Мурнауових остварења, Последњи човек се сматра камершпилфилмом са елементима експресионизма. За разлику од експресионистичких филмова, камершпилфилмови су категорисани према утицају који су на њих имале камерне драме, са мањком сложених сценографија и прича/тема о социјалној неправди према радничкој класи.
Мурнауов последњи немачки филм био је високобуџетни Фауст (1926) са Јестом Екманом у насловној улози, Емилом Јанингсом као Мефистом и Камилом Хорн као Гречен. Мурнауов филм црпи инспирацију из старијих традиција легенде о Фаусту, као и из Гетеовог класичног спева. Филм је познат по сцени у којој џиновска фигура са крилима, Мефисто, лебди изнад града и сеје семе куге.
Носферату (за који је музику компоновао Ханс Ердман) и Фауст (за који је музику компоновао Вернер Р. Хејман) били су два од првих немих филмова са оригиналним филмским партитурама.

### Холивуд
Мурнау је 1926. емигрирао у Холивуд, где се придружио студију Fox и снимио филм Излазак сунца: Песма о два људска бића (1927), који многи филмски стручњаци наводе као један од најбољих филмова свих времена. Објављен је као неми филм са пратећом музиком и звучним ефектима, али није остварио финансијски успех, мада је освојио неколико Оскара на првој додели награда Академије 1929. године. Освојивши Оскара за јединствену и уметничку продукцију, поделио је данашњи еквивалент награде за најбољи филм са филмом Крила. Прва награда за најбољу глумицу припала је Џенет Гејнор за овај и још два филма те године; након тога, сваки Оскар је био ограничена на улогу у једном филму. Ипак, Мурнау је био финансијски обезбеђен и купио је фарму у Орегону.
Мурнауова наредна два филма, данас изгубљена, Четири ђавола (1928) и Градска девојка (1930), модификована су како би се прилагодила новој ери звучног филма, али нису била добро прихваћена. Лош пријем ових филмова је разочарао Мурнауа, па је напустио студио Fox и на неко време отпутовао у јужни Пацифик.
Заједно са пиониром документарног филма Робертом Џ. Флаертијем, Мурнау је отпутовао на Бора Бору да сними филм Табу (1931). Флаерти је напустио пројекат због уметничких несугласица са Мурнауом, који је морао сам да заврши филм. Филм је цензурисан у Сједињеним Америчким Државама због сцена са полуголим Полинежанкама. Филм је првобитно снимао директор фотографије Флојд Кросби као пола звучни, пола неми филм, али је касније у потпуности враћен у форму немог филма — медија који је Мурнау више волео.

## Приватни живот
Мурнау се придружио Немачком царском ратном ваздухопловству као радио-оператер 1916. године. У децембру 1917. био је приморан да принудно слети у Швајцарску, након чега је био интерниран до краја рата.
Мурнау је био хомосексуалац. Његов пријатељ и љубавник, песник Ханс Ернбаум-Дегеле, такође је служио у рату, али је погинуо на Источном фронту 1915. године. Ово је дубоко утицало на Мурнауа, који је црпео инспирацију из ужаса губитка, жртвовања и насиља рата у свом филмском стваралаштву. Управо је Ернбаум увео Мурнауа у дела експресиониста као што су Франц Марк и Елза Ласкер-Шилер.
У Холивуду, Мурнау се наводно заљубио у младог глумца Дејвида Ролинса, кога је позвао у свој дом. Крајем 1927. године, Мурнау је убедио Ролинса да му позира наг, док су му базен и врт замка „Вукова јазбина” у Холивуду служили као позадина. У једном каснијем интервјуу, Ролинс је изјавио да га је овај захтев збунио и изненадио, али да се осећао довољно удобно у свом телу да пристане.

## Смрт
Десетог марта 1931. године, недељу дана пре премијере филма Табу, Мурнау је возио аутомобил изнајмљен у Лос Анђелесу дуж Пацифичког приморског ауто-пута. Мурнауов лични слуга, Елиазар Гарсија Стивенсон, скренуо је како би избегао камион који је изненада прешао у њихову траку. Аутомобил се преврнуо након удара у насип, избацивши путнике из возила. Мурнау је задобио повреду главе и преминуо је следећег дана у болници у Санта Барбари.
Служба за Мурнауа одржана је у Холивудској лутеранској цркви 19. марта 1931. године. Његово тело је пребачено у Немачку, где је 13. априла сахрањен на гробљу у Штансдорфу, близу Берлина. Међу присутнима на његовој другој сахрани били су Роберт Џ. Флаерти, Емил Јенингс и Фриц Ланг, који је одржао опроштајни говор. Грета Гарбо је наручила прављење Мурнауове посмртне маске, коју је држала на свом радном столу током година проведених у Холивуду.
У јулу 2015. године, непозната лица су провалили у Мурнауову гробницу, оскрнавили његове посмртне остатке и украли његову лобању. На месту злочина пронађени су остаци воска, што је довело до спекулација да су свеће биле упаљене, можда у окултне или церемонијалне сврхе. Пошто ово није био изолован инцидент, управници гробља су разматрали могућност запечаћења гроба. Лобања до данас није пронађена.

## Наслеђе
Амерички писац Џим Шепард је свој роман Носферату из 1998. засновао на животу и филмовима Фридриха Вилхелма Мурнауа. Књига је настала као приповетка из Шепардове збирке Batting Against Castro из 1996. године.
Године 2000, редитељ Е. Елијас Мериџ снимио је филм Сенка вампира, фикционализовану верзију снимања филма Носферату. Мурнауа је глумио Џон Малкович. У филму, Мурнау је толико посвећен томе да његов филм буде аутентичан, да ангажује правог вампира (кога глуми Вилем Дефо) да игра грофа Орлока.
У петој сезони серије Америчка хорор прича, са поднасловом Хотел (2015), Мурнау је поменут као лик који, негде раних 1920-их, путује у Карпате како би истраживао за филм Носферату. Тамо открива заједницу вампира и сам постаје један од њих. Након што се вратио у Сједињене Америчке Државе, Мурнау претвара глумца Рудолфа Валентина и Наташу Рамбову у вампире како би они сачували своју лепоту. Валентино касније претвара своју фиктивну љубавницу, Елизабет Џонсон, у вампира, која потом постаје Грофица, главна антагонисткиња сезоне.
У филму Вампири против Бронкса (2020), постоји омаж Мурнауу у виду компаније под именом „Murnau Properties”, чији је лого дрворезни поглед на Влада Цепеша. „Murnau Properties” је фиктивна компанија у власништву вампира, чији је план био да преузму Бронкс кроз откуп некретнина и „аквизиције крви”.
Краткометражни аустријски филм F.W.M. Symphony (2022) заснован је на крађи Мурнауове лобање: лобања украдена из редитељеве гробнице у Берлину 2015. године постаје основа приче која спаја фиктивне и историјске чињенице.

## Филомграфија
| Наслов на српском                      | Оригинални наслов | Година | Напомене                                   |
| -------------------------------------- | ----------------- | ------ | ------------------------------------------ |
| Дечак у плавом                         |                   | 1919.  | Изгубљени филм; неки фрагменти су сачувани |
| Сатана                                 |                   | 1920.  | Изгубљени филм; неки фрагменти су сачувани |
| Грбавац и плесачица                    |                   | 1920.  | Изгубљени филм                             |
| Јанусова глава                         |                   | 1920.  | Изгубљени филм                             |
| Вече – ноћ – јутро                     |                   | 1920.  | Изгубљени филм                             |
| Чежња                                  |                   | 1921.  | Изгубљени филм                             |
| Путовање у ноћ                         |                   | 1921.  |                                            |
| Уклети замак                           |                   | 1921.  |                                            |
| Марица                                 |                   | 1922.  | Углавном изгубљен; један колут сачуван     |
| Поље у пламену                         |                   | 1922.  |                                            |
| Носферату – Симфонија ужаса            |                   | 1922.  |                                            |
| Фантом                                 | Phantom           | 1922.  |                                            |
| Протеривање                            |                   | 1923.  | Изгубљени филм                             |
| Комедија срца                          |                   | 1924.  | Само сценариста                            |
| Финансије великог војводе              |                   | 1924.  |                                            |
| Последњи човек                         |                   | 1924.  |                                            |
| Тартуф                                 |                   | 1926.  |                                            |
| Фауст                                  |                   | 1926.  | Последњи немачки филм                      |
| Излазак сунца: Песма о два људска бића |                   | 1927.  |                                            |
| Четири ђавола                          |                   | 1928.  | Изгубљени филм                             |
| Градска девојка                        |                   | 1930.  |                                            |
| Табу: Прича са јужних мора             |                   | 1931   | Објављен постхумно                         |